# Teramo
Teramo város, megyeszékhely (közigazgatásilag comune) Olaszország Abruzzo régiójában, Teramo megyében.

## Fekvése
A város Abruzzo régió északi részén fekszik a Gran Sasso d’Italia lábainál a Val Tordino kistérségben, a Tordino és Vezzola folyók összefolyásánál. Határai: Basciano, Bellante, Campli, Canzano, Castellalto, Cermignano, Cortino, Montorio al Vomano, Penna Sant’Andrea és Torricella Sicura.

## Nevének eredete
A föníciaiak Petrutnak nevezték el (jelentése folyók által körülvett magaslat). A latinizáció során neve átalakult Praetut, majd Praetutium és Ager Praetutianusszá.
A rómaiak Interamniának nevezték (jelentése folyók között), de korabeli feljegyzésekben szerepel Praetuttium, Praetutianomrum sőt Praetutia név alatt is. A középkorban Aprutium néven volt ismert, valószínűleg innen származik a régió, Abruzzo elnevezése is.

## Története
Az ókorban a pretuzik legjelentősebb települése volt. I. e. 290 foglalták el a rómaiak és nyilvánították municípiummá. Ezt a kiváltságát a római polgárháborúk idején veszítette el, amikor Pompeius seregeit támogatta. A város Augustus és Hadrianus császárok uralkodása idején gyorsan fejlődött, ekkor épültek fel templomai, thermái és színházai. 410-ben a vizigótok fosztották elpusztították és csak később, 568-ban alapították újra. A longobárdok érkezésével a Fermói, majd a Spoletói Hercegség része lett. 1155-ben a normannok pusztították el, de rövid időn belül újjáépült. 1395-től kezdődően Atri hercegeinek birtoka volt. Később az altavillai grófok birtokolták. 1861-ben lett az egyesült Olasz Királyság része.

## Népessége
A népesség számának alakulása:

## Főbb látnivalói
- Duomo – Szent Berardus (város védőszentje) tiszteletére emelt templomot 1158-ban építették román stílusban.
- Madonna delle Grazie-szentély – 1153-ban épült
- San Getulio-templom – a város régi katedrálisa volt. Egy római templom alapjaira épült. 1155-ben a normannok pusztították el. Romjai tanúskodnak a kora középkori Teramoról.
- római kori emlékek: amfiteátrum, színház, thermák romjai
- Corso San Giorgio – a város főutcája, melyet nemesi paloták szegélyeznek (Érseki palota, Palazzo Constantini stb.)
- Castello della Monica – középkori erődítmény az 1800-as évek elején építették újjá.

### Múzeumok
- Teramói Régészeti Múzeum
- Galileium – Fizikai és asztrofizikai gyűjtemény

## Tudományos intézetek
- Teramói Tudományegyetem – 1993-ban lett önálló. Addig a Chieti Egyetem kihelyezett tagozataként működött.
- Obszervatórium – 1890-ben alapította Vincenzo Cerulli.

## Híres teramóiak
- Berardo da Pagliara, Teramo egykori püspöke, ma a város védőszentje
- Glauco Barlecchini, festő
- Luigi Brigiotti, költő
- Guglielmo Cameli, költő
- Vincenzo Cerulli, asztrofizikus
- Pasquale De Antonis, fényképész
- Melchiorre Dèlfico, történész és filozófus
- Gennaro Della Monica, festő
- Nicola Mezucelli, építész
- Giannina Milli, költő
- Alfonso Sardella, költő
- Francesco Savini, történész
- Grazia Scuccimarra, színésznő